# Molen van Teuven
De Molen van Teuven is een voormalige watermolen in Teuven in de Belgische gemeente Voeren in de provincie Limburg.
De watermolen was gelegen op de Gulp en had voor de aandrijving een bovenslagrad. Stroomafwaarts lag de Broekmolen bij Slenaken. Stroomopwaarts lag de Watermolen van Sinnich.

## Geschiedenis
De molen werd reeds genoemd op de Ferrariskaart van ongeveer 1775.
In de tweede helft van de 19e eeuw werd het volume van de molen aangepast.
Het bovenslagrad is verwijderd. Er zijn plannen voor een restauratie waarbij het rad terug zou komen.
- Inventaris van het Bouwkundig Erfgoed (Vlaanderen): 37954